# Teun Voeten
Teun Voeten (Boxtel, 25 oktober 1961) is een Nederlands fotograaf en antropoloog.

## Biografie

### Opleiding en onderzoek (1992-1996)

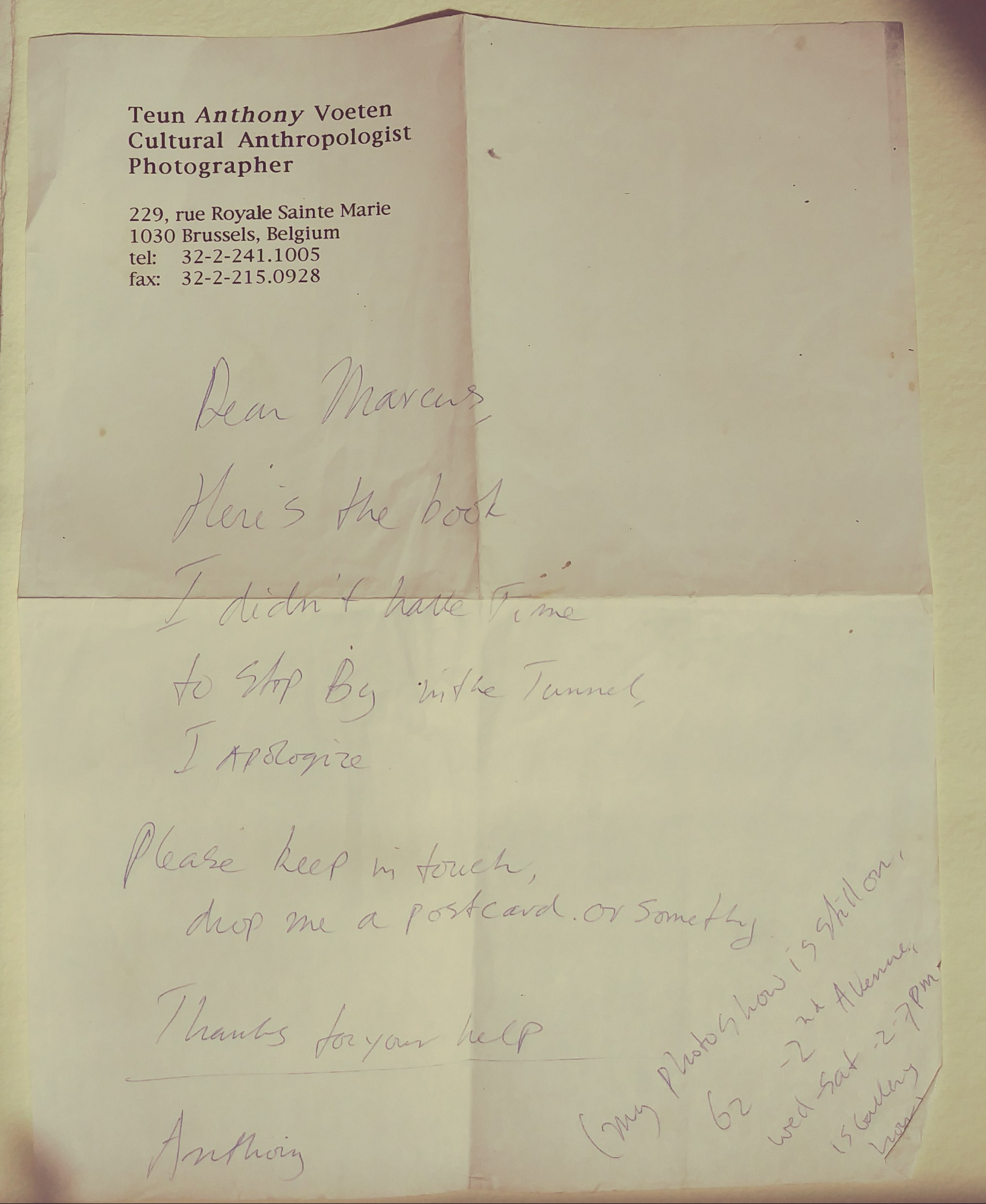
Briefje van Teun Voeten aan een van de personen over wie hij Tunnelmensen schreef

Voeten studeerde culturele antropologie en filosofie aan de Universiteit Leiden en studeerde aan de School of Visual Arts in New York.
Nadat hij afgestudeerd was, verhuisde hij in 1992 naar Brussel, van waaruit hij internationale conflicten volgde voor de Nederlandse, Belgische, Duitse, Britse en Amerikaanse pers. In 1994 schreef hij het boek Tunnelmensen, waarvoor hij vijf maanden bij een groep daklozen in een ongebruikte spoorwegtunnel in Manhattan woonde.

Tunnel People is het ultieme voorbeeld van participerende observatie. (...) Het is geen een objectieve case-studie, maar een subjectieve, journalistieke reportage over de menselijke onderwereld die Voeten nergens sensationeel maakt of romantiseert...
— Passage Magazine, NL

### Oorlogsverslaggever (1996-2000)
Vanaf 1996 concentreerde Voeten zich op vergeten oorlogen en maakte hij reportages in Colombia, Afghanistan, Soedan en Sierra Leone. In dat laatste land verborg hij zich op de vlucht voor muitende soldaten twee weken in het bos, een ervaring die zou leiden tot zijn boek How de body? Hoop en horror in Sierra Leone.

### New York (2000-2016)
In 2000 verhuisde Voeten en ging hij opnieuw in New York wonen, waar hij onder andere reportages maakte voor Vanity Fair, Newsweek en National Geographic Magazine. De jaren daarna fotografeerde hij oorlogen in Afghanistan, Irak, Gaza en Libanon. Ook  maakte hij een reportage over het dagelijks leven in Noord-Korea. Tussen 2009 en 2012 richtte hij zich op het drugsgeweld in Mexico. In 2012 verscheen zijn fotoboek Narco Estado. Drug Violence in Mexico. Hij organiseert ook tentoonstellingen en maakt videoreportages. Zo organiseerde hij in 2011 voor GEMAK in Den Haag de overzichtstentoonstelling Generation 9/11, een groepstentoonstelling met oorlogsfotografie uit de tien jaar sinds de aanslagen op 11 september 2001 in de Verenigde Staten. In 2015 en 2016 maakte hij samen met filmmaker en videokunstenares Maaike Engels de documentaire Calais. Welcome in the Jungle. Deze reportage kreeg veel aandacht, vooral nadat Voeten en Engels in het vluchtelingenkamp werden aangevallen door migranten.

### Promotieonderzoek (2012-2018)
Gefascineerd door het drugsgeweld in Mexico, begon Voeten in 2012 als buitenpromovendus aan een doctoraat over de Mexicaanse drugsoorlog. Op 20 september 2018 promoveerde hij aan de Universiteit van Leiden met een proefschrift getiteld The Mexican Drug Violence: Hybrid Warfare, Predatory Capitalism and the Logic of Cruelty. Deze studie verscheen in 2018 in een vertaalde en gepopulariseerde versie bij uitgeverij De Blauwe Tijger.

### Antwerpen (vanaf 2018)
In 2018 en 2019 deed Voeten onderzoek in opdracht van de stad Antwerpen naar de drugsproblematiek in de havenstad. Hij bewerkte zijn onderzoeksrapport tot een boek met de titel DRUGS. Antwerpen in de greep van de Nederlandse syndicaten, dat in 2020 verscheen. Het boek werd veel besproken in de Belgische en Nederlandse pers en is inmiddels aan de vierde druk toe.
Eind 2020 verscheen de geactualiseerde publieksversie van zijn Mexicoboek bij de Amerikaanse denktank Small Wars Journal onder de titel Mexican Drug Violence. Hybrid Warfare, Predatory Capitalism and the Logic of Cruelty.

## Publicaties
- De grijze hel. Goudzoekers te Bella Rica, Ecuador, Leiden, 1991.
- Tunnelmensen, Amsterdam, Atlas Publishers, 1996. – ISBN 9025408664
- A Ticket To, The Leiden Art Foundation and Veenman, 1999. – ISBN 902781547X
- How de Body? Hoop en Horror in Sierra Leone, Amsterdam, Meulenhoff Publishers, 2000. – ISBN 0312282192
- How the body? One Man's Terrifying Journey through an African War, New York, St. Martin's Press, 2002. – ISBN 0312282192
- New York, New York, VIPs Gallery Rotterdam, 2005.
- Saddam Mania, New York, Think Tank 3, 2006.
- Tunnel People, Oakland, CA, PM Press, 2010. – ISBN 9781604860702
- Narco Estado, Lannoo Publishers, 2012. – ISBN 9789401404075
- Het Mexicaanse drugsgeweld. Een nieuw type oorlog, roofkapitalisme en de logica van wreedheid, Uitgeverij De Blauwe Tijger, 2018. – ISBN 9789492161642
- DRUGS. Antwerpen in de greep van de Nederlandse syndicaten, Uitgeverij Van Halewyck, 2020. – ISBN 9789463832113
- Mexican Drug Violence: Hybrid Warfare, Predatory Capitalism and the Logic of Cruelty, Small Wars Journal, 2020. – ISBN 9781664134157
- Drug van de Duivel, de wereldwijde opmars van crystal meth, Pelckmans Uitgevers, 2022.– ISBN 9789464015508